# Réalcamp
Réalcamp és un municipi francès situat al departament del Sena Marítim i a la regió de Normandia. L'any 2007 tenia 658 habitants.

## Demografia

### Població
El 2007 la població de fet de Réalcamp era de 658 persones. Hi havia 244 famílies de les quals 48 eren unipersonals (28 homes vivint sols i 20 dones vivint soles), 72 parelles sense fills, 104 parelles amb fills i 20 famílies monoparentals amb fills.
La població ha evolucionat segons el següent gràfic:
Habitants censats

### Habitatges
El 2007 hi havia 281 habitatges, 259 eren l'habitatge principal de la família, 12 eren segones residències i 10 estaven desocupats. 280 eren cases i 1 era un apartament. Dels 259 habitatges principals, 208 estaven ocupats pels seus propietaris, 45 estaven llogats i ocupats pels llogaters i 6 estaven cedits a títol gratuït; 12 tenien dues cambres, 57 en tenien tres, 100 en tenien quatre i 90 en tenien cinc o més. 216 habitatges disposaven pel capbaix d'una plaça de pàrquing. A 127 habitatges hi havia un automòbil i a 116 n'hi havia dos o més.

### Piràmide de població
La piràmide de població per edats i sexe el 2009 era:
| Homes | Edats   | Dones |
| ----- | ------- | ----- |
| 0     | 95 o +  | 1     |
| 2     | 90 a 94 | 3     |
| 5     | 85 a 89 | 4     |
| 2     | 80 a 84 | 7     |
| 14    | 75 a 79 | 11    |
| 12    | 70 a 74 | 16    |
| 20    | 65 a 69 | 15    |
| 15    | 60 a 64 | 14    |
| 15    | 55 a 59 | 13    |
| 14    | 50 a 54 | 18    |
| 23    | 45 a 49 | 17    |
| 25    | 40 a 44 | 24    |
| 24    | 35 a 39 | 28    |
| 16    | 30 a 34 | 16    |
| 24    | 25 a 29 | 15    |
| 14    | 20 a 24 | 14    |
| 27    | 15 a 19 | 26    |
| 23    | 10 a 14 | 26    |
| 22    | 5 a 9   | 17    |
| 11    | 0 a 4   | 21    |

## Economia
El 2007 la població en edat de treballar era de 425 persones, 315 eren actives i 110 eren inactives. De les 315 persones actives 292 estaven ocupades (159 homes i 133 dones) i 23 estaven aturades (15 homes i 8 dones). De les 110 persones inactives 36 estaven jubilades, 31 estaven estudiant i 43 estaven classificades com a «altres inactius».

### Ingressos
El 2009 a Réalcamp hi havia 261 unitats fiscals que integraven 665 persones, la mediana anual d'ingressos fiscals per persona era de 17.342 €.

### Activitats econòmiques
Dels 11 establiments que hi havia el 2007, 2 eren d'empreses extractives, 1 d'una empresa alimentària, 3 d'empreses de comerç i reparació d'automòbils, 1 d'una empresa de transport, 3 d'empreses de serveis i 1 d'una empresa classificada com a «altres activitats de serveis».
Dels 3 establiments de servei als particulars que hi havia el 2009, 1 era una oficina de correu, 1 taller de reparació d'automòbils i de material agrícola i 1 perruqueria.
L'únic establiment comercial que hi havia el 2009 era una fleca.
L'any 2000 a Réalcamp hi havia 20 explotacions agrícoles que ocupaven un total de 560 hectàrees.

## Equipaments sanitaris i escolars
El 2009 hi havia una escola elemental integrada dins d'un grup escolar amb les comunes properes formant una escola dispersa.

## Poblacions més properes
El següent diagrama mostra les poblacions més properes.